# Lechosław
Lechosław  è un nome proprio di persona polacco maschile.

## Varianti
- Maschili
  - Ipocoristici: Lesław[1]
- Femminili: Lechosława[1]
  - Ipocoristici: Lesława[1]

## Origine e diffusione
È un nome creato combinando il preesistente nome polacco Lech con il termine slavo slava ("gloria"), assai diffuso nell'onomastica slava.

## Onomastico
Il nome è adespota, non essendo portato da alcun santo, quindi l'onomastico ricade il 1º novembre, giorno di Ognissanti.

## Persone

### Variante Lesław
- Lesław Ćmikiewicz, calciatore e allenatore di calcio polacco